# گرچن ایگلف
گرچن ایگلف (انگلیسی: Gretchen Egolf؛ زادهٔ ۹ سپتامبر ۱۹۷۳) یک هنرپیشه تئاتر، سینما و تلویزیون اهل ایالات متحده آمریکا است.

## گزیدهٔ آثار

### سینما
- آقای ریپلی بااستعداد (۱۹۹۹)
- مسابقه تلویزیونی (۱۹۹۴)

### تلویزیون
- ابتدایی (۲۰۱۴)
- قانون و نظم: واحد قربانیان ویژه (۲۰۱۲–۲۰۰۹)
- همسر خوب (۲۰۱۱)
- سی‌اس‌آی: میامی (۲۰۰۹)
- به من دروغ بگو (۲۰۰۹)
- ذهن‌های مجرم (۲۰۰۹)
- ان‌سی‌آی‌اس (۲۰۰۸)
- قانون و نظم (۲۰۰۲)